# Polinómios de Bernstein
Em matemática, um polinômio de Bernstein é um polinômio da forma:
{\displaystyle B_{i}^{n}(x)={n \choose i}x^{i}(1-x)^{n-i}}
O conjunto {\displaystyle \{B_{i}^{n}\}_{i=0}^{n}} forma uma base para os polinômios de grau até n. Isto é, se  {\displaystyle P(x)} é um polinômio de grau menor ou igual a n, então pode ser escrito na forma:
{\displaystyle P(x)=\sum _{i=0}^{n}\beta _{i}{n \choose i}x^{i}(1-x)^{n-i}}
Estes polinômios foram estudados por Sergei Natanovich Bernstein e utilizados para dar uma prova construtiva do teorema de Stone-Weierstrass.

## Exemplo

Gráfico dos polinômios de Berstein de grau 3

No caso dos polinômios de grau {\displaystyle 3} a base é composta de:
- {\displaystyle B_{0}^{3}(x)={3 \choose 0}x^{0}(1-x)^{3-0}=(1-x)^{3}}
- {\displaystyle B_{1}^{3}(x)={3 \choose 1}x^{1}(1-x)^{3-1}=3x(1-x)^{2}}
- {\displaystyle B_{2}^{3}(x)={3 \choose 2}x^{2}(1-x)^{3-2}=3x^{2}(1-x)}
- {\displaystyle B_{3}^{3}(x)={3 \choose 3}x^{3}(1-x)^{3-3}=x^{3}}

Todo polinômio de grau 3 pode ser escrito nesta base como:
{\displaystyle P(x)=c_{0}B_{0}^{3}(x)+c_{1}B_{1}^{3}(x)+c_{2}B_{2}^{3}(x)+c_{3}B_{3}^{3}(x)}

## Propriedades fundamentais
Estes polinômios possuem propriedades importantes:
- Partição da unidade:

{\displaystyle \sum _{i=0}^{n}B_{i}^{n}(x)=1},
- Não-negatividade no intervalo de 0 a 1:

{\displaystyle B_{i}^{n}(x)\geq 0,\in [0,1]},
- Relação de recorrência:

{\displaystyle B_{i}^{n}(x)=(1-x)B_{i}^{n-1}(x)+xB_{i-1}^{n-1}(x)}.
- Simetria:

{\displaystyle B_{i}^{n}(x)=B_{n-i}^{n}(1-x)}
- Produto:

{\displaystyle B_{i}^{n}(x)B_{j}^{m}(x)} {\displaystyle ={\frac {{n \choose i}{m \choose j}}{{n+m} \choose {i+j}}}B_{n+m}^{i+j}(x)}
- Derivada:

{\displaystyle {\frac {d}{dx}}B_{i}^{n}(x)=n\left(B_{i-1}^{n-1}(x)-B_{i}^{n-1}(x)\right)} ficando bem convencionado que {\displaystyle B_{i}^{n}(x)=0{\hbox{ se }}i<0{\hbox{ ou }}i>n}
- Representação em grau superior:

{\displaystyle B_{i}^{n}(x)={\frac {n+1-i}{n+1}}B_{i}^{n+1}(x)+{\frac {i+1}{n+1}}B_{i+1}^{n+1}(x)}
- Pontos de máximo:

{\displaystyle B_{i}^{n}(x)\,} assume valor máximo no intervalo {\displaystyle [0,1]\,} em {\displaystyle x={\frac {i}{n}}\,}. Este máximo é local se {\displaystyle 0<i<n\,}.
A segunda destas propriedades é óbvia. Para demonstrar a primeira, escreva:
{\displaystyle [x+(1-x)]^{n}=\sum _{i=0}^{n}{n \choose i}x^{i}(1-x)^{n-i}}
A terceira pode ser provada simplesmente substituindo a definição e simplificando os binômios usando a fórmula do triângulo de Pascal. As demais também são mostradas por simples verificação.

## Representação dexk{\displaystyle x^{k}}
Para obter uma representação de {\displaystyle x^{k}} como polinômio de Bernstein, escreva:
{\displaystyle (u+v)^{n}=\sum _{i=0}^{n}{n \choose i}u^{i}v^{n-i}}
Agora diferencie em relação a {\displaystyle u} e multiplique por u/n para obter:
{\displaystyle u(u+v)^{n-1}=\sum _{i=0}^{n}{n \choose i}{\frac {i}{n}}u^{i}v^{n-i}}
se fizermos {\displaystyle u=x} e {\displaystyle v=1-x}, temos:
{\displaystyle x=\sum _{i=0}^{n}{n \choose i}{\frac {i}{n}}x^{i}(1-x)^{n-i}=\sum _{i=0}^{n}{\frac {i}{n}}B_{i}^{n}(x),~n\geq 1}
Se tivéssemos diferenciado duas vezes em relação a u, teríamos tido:
{\displaystyle u^{2}(u+v)^{n-2}=\sum _{i=0}^{n}{n \choose i}{\frac {i(i-1)}{n(n-1)}}u^{i}v^{n-i}}
e teríamos obtido:
{\displaystyle x^{2}=\sum _{i=2}^{n}{\frac {i(i-1)}{n(n-1)}}B_{i}^{n}(x),~n\geq 2}
Ou ainda, poderiamos expandir o argumento de forma a obter para {\displaystyle k\leq n}:
{\displaystyle x^{k}=\sum _{i=k}^{n}{\frac {i(i-1)\ldots (i-k+1)}{n(n-1)\ldots (n-k+1)}}B_{i}^{n}(x),~n\geq 3}

## Polinômio de Bernstein associado a uma função
Seja {\displaystyle f(x):[0,1]\to \mathbb {R} }, o polinômio de Bernstein de grau n associado a {\displaystyle f(x)} é dado por:
{\displaystyle P_{n}(x)=\sum _{i=0}^{n}f\left({\frac {i}{n}}\right)B_{i}^{n}(x)}
Se {\displaystyle f(x)} for uma função contínua, então {\displaystyle P_{n}(x)} converge uniformemente para {\displaystyle f(x)} quando n tende a infinito. Este fato é provado em teorema de Stone-Weierstrass.
{\displaystyle }